# Euploea engrammellii
Euploea engrammellii är en fjärilsart som beskrevs av Moore 1883. Euploea engrammellii ingår i släktet Euploea och familjen praktfjärilar. Inga underarter finns listade i Catalogue of Life.